# Волков, Иван Васильевич (художник)
Ива́н Васи́льевич Во́лков (31 мая (12 июня) 1847, Выкса — 12 (24) ноября 1893, там же) — русский художник.

## Биография
Родился 31 мая (12 июня) 1847 года в Выксе Нижегородской губернии в семье крепостных крестьян. С детства любил рисовать. На талантливого мальчика обратил внимание художник-декоратор крепостного театра Королёв, который привлёк юного Ивана к работе в своей мастерской. Позднее владельцы Выксунского металлургического завода Шепелёвы отправили юношу учиться в Московское училище живописи, ваяния и зодчества, где его преподавателем был Алексей Константинович Саврасов, а однокурсником — Исаак Ильич Левитан. С 1874 года картины Волкова выставлялись на различных выставках. В 1876 году он получил большую серебряную медаль за пейзаж «После дождя». В 1877 году году Волков окончил училище и вернулся в Выксу. С 1883 (по другим данным — с 1873) года сотрудничал с известным петербургским журналом «Нива», для которого выполнил сотни графических работ (тушь, перо). Иван Васильевич был участником многочисленных художественных выставок в Москве, Санкт-Петербурге, Нижнем Новгороде, Ардатове. Скоропостижно скончался в Выксе 12 (24) ноября 1893 года. Был похоронен в Выксе на кладбище при Малой церкви.

## Творчество
Волков автор многочисленных живописных произведений, в том числе: «Летний вечер», «Пруд», «Разорение гнезда» (все — начало 1870-х), «Наблюдательница» (до 1891). Автор таких рисунков, как: «Сон в рождественскую ночь» (1884), «На сеновале рассказывают сказки» (1885), «Маленькая катастрофа» (1887), «Пожар во время полевых работ» (1888), «После бури» (1891), «Старый помещичий театр в селе Выксе» (начало 1890-х), «Невиданное явление» (начало 1890-х). Он также автор иллюстраций к произведениям Александра Сергеевича Пушкина («Евгений Онегин», «Руслан и Людмила», «Бесы» — все 1887) и Василия Андреевича Жуковского («Ундина» — 1892).
- Вид на Выксу
- Лесной пейзаж с ручьём
- Религиозная процессия
- Портрет неизвестной
- Портрет неизвестной
- Портрет казака

## Альбом
В 2020 году к 160-летию со дня рождения художника в Выксе был впервые в мире издан альбом с его работами. Альбом был подготовлен местным краеведом и искусствоведом Еленой Столяровой, которая в течение многих лет собирала репродукции картин художника, оригиналы которых разбросаны по всему миру — так, пейзаж «Вид на Выксу» был обнаружен в частном собрании в Лондоне